# DENIC
DENIC eG je správce domény nejvyšší úrovně (TLD) .de, což je národní doména pro Německo. V roce 2019 registrovala více než 17.000.000 domén.